# Australasian Championships 1911
Die 7. Australasian Championships waren ein Tennis-Rasenplatzturnier der Klasse Grand Slam. Es fand vom 21. bis 25. November 1911 in Melbourne, Australien statt.
Titelverteidiger waren im Einzel Rodney Heath und im Doppel Ashley Campbell und Horace Rice.